# Cerchysiella utilis
Cerchysiella utilis är en stekelart som först beskrevs av John S. Noyes 1982.  Cerchysiella utilis ingår i släktet Cerchysiella och familjen sköldlussteklar. Inga underarter finns listade i Catalogue of Life.